# Choeteprosopa hedemanni
Choeteprosopa hedemanni är en tvåvingeart som först beskrevs av Brauer och Julius Edler von Bergenstamm 1891.  Choeteprosopa hedemanni ingår i släktet Choeteprosopa och familjen parasitflugor. Inga underarter finns listade i Catalogue of Life.